# Emile Van Coppenolle
Adriaan Emile Van Coppenolle (Essen, 10 maart 1893 - Houthalen, 31 mei 1975) was een Belgisch rijkswachtofficier en collaborateur tijdens de Tweede Wereldoorlog.

## Levensloop
Van Coppenolle studeerde aan het Klein Seminarie van Hoogstraten en aan de Militaire School. In 1914 onderluitenant geworden, streed hij vier jaar aan de IJzer en werd bevorderd tot kapitein.
Na de Eerste Wereldoorlog zette Van Coppenolle zich in voor de naleving van de taalwetten in het leger. Hij schreef hierover artikels in De Standaard onder het pseudoniem TVW. Hij werkte ook mee aan Elckerlyc, het blad van Frans van Cauwelaert.
Hij kwam geregeld in botsing met zijn overheid en, om verdere conflicten te vermijden, werd hij door generaal Lemercier naar de Katholieke Universiteit Leuven gestuurd om verder te studeren. Hij promoveerde er in 1932 tot doctor in de politieke en sociale wetenschappen met een thesis De Belgische politiek van de Volkswoning.
In 1934 werd hij bevorderd tot majoor en in 1939 tot luitenant-kolonel. Na zijn deelname aan de Achttiendaagse Veldtocht werd hij krijgsgevangen in de Offlag van Eichstätt. In januari 1941 werd hij overgeplaatst naar de Offlag Luckenwalde, waarvan hem de leiding werd opgedragen. Hij sloot er zich aan bij de Nieuwe Ordegezinde Luitenant De Windekring.
In augustus 1941 werd hij naar België overgebracht en in oktober benoemde secretaris-generaal Gerard Romsee hem tot hoofd van de Algemene Rijkspolitie. In februari 1943 werd hij bevorderd tot kolonel en tot hoofd van de rijkswacht benoemd. Hij reorganiseerde het korps in Vlaamse en Waalse afdelingen en lette op een strenge naleving van de taalwetten.
Binnen de rijkswacht werd hij als legerofficier niet onverdeeld aanvaard, ook niet om zijn flamingantische houding. Vanuit Londen stuurde Radio België beschuldigingen op hem af. Er werd hem onder meer verweten rijkswachtofficieren te verwijderen en ze te vervangen door vrijgelaten officieren van de Luitenant De-Windekring.
Bij de Bevrijding werd hij gearresteerd. In 1948 werd hij ter dood veroordeeld. De belangrijkste beschuldigingen luidden: dat hij de verzetsdaden beschouwde als gewone criminaliteit en actief met de Duitse politieoverheid had samengewerkt. 
De straf werd niet uitgevoerd en in 1952 kwam hij vrij. Hij werkte vervolgens voor het Duitse staalbedrijf Mannesmann. Zijn vrijlating zorgde voor ophef en veroorzaakte het ontslag van de minister van Justitie Joseph Pholien. 
Van Coppenolle bleef ook na zijn vrijlating de houding verdedigen waarbij hij, naar zijn zeggen, de politiek van het minste kwaad had gevolgd en de leiding van de rijkswacht pas had aanvaard nadat het Hof (m.a.w. koning Leopold III) had meegedeeld geen bezwaren te hebben. Voor deze bewering werden echter nooit bewijzen gevonden.
Een boek waarin hij zich nog verder verdedigde, was in 1953 aanleiding tot gerechtelijke moeilijkheden, die het einde betekenden van de vzw Boekengilde Brederode, de uitgever van boeken geschreven door veroordeelde Vlaams-nationalisten.

## Publicaties
- Het militaire vraagstuk, bundeling van artikels, uitg. Katholieke Vlaamsche Landsbond.
- De Belgische politiek van de Volkswoning, 1932.
- Memorie met verantwoording van de houding en het beleid van kolonel Em. Van Coppenolle als hoofd van de Algemene Rijkspolitie en als hoofd van de Rijkswacht tijdens de bezetting, 1948.
- Wat ik nog te zeggen heb, Brussel, Boekengilde Brederode, 1953.
- Memoires A. Van Coppenolle, 1910-1960, onuitgegeven, bewaard bij het SOMA.